# Sumağallı
Sumağallı è un comune dell'Azerbaigian situato nel distretto di İsmayıllı. Conta una popolazione di 734 abitanti.